# Håvard halte
Håvard halte (Hávarðr halti) var en isländsk viking och skald från gården Blåmyr (Blámýrr) vid Isafjorden (Ísafjörður) på nordvästra Island vid 900-talets slut. 

## Levnad
Håvard är huvudpersonen i Håvard isfjordings saga från 1300-talet. Här berättas att Håvard i sin ungdom var en stor viking, men då sagan börjar är han gammal. Hans son Olav bjarnyl blir baktalad och mördad, vilket tar honom så hårt att han blir sängliggande några år tills hans energiska hustru Bjargey lyckas få honom på fötter för att hämnas. Det är om Håvards sorg och hämnd, och om den därpå följande rättssaken, som större delen av sagan handlar. Efter hämnden blir Håvard diktare:
«Gammal och eländig, lytt och snubblande var han nyss; rask och vig och i stånd till de märkligaste idrottsbragder blir han nu. Förr kunde han knappt tala och svara, nu sjunger han på formfulländad drottkvätt med de noblaste kenningar och assonansernas klockspel i allt han säger,» summerar Åke Ohlmarks denna fövandling.
Håvard var dock tvungen att lämna sin hemtrakt och bosätta sig i Svarfaðardalen på nordlandet, varifrån han sedan for till Olav Tryggvason i Norge, där han övergick till kristen tro innan han vände åter till Island. Han är dock inte nämnd i Skáldatal som Olavs hirdskald.

## Verk
Sagan innehåller 15 fullstrofer, varav 13 − som alla är på drottkvätt − tillskrivs Håvard, medan en strof på runhent vers sägs vara diktad av hans son. Men frågan om strofernas äkthet och hur de ska läsas är svårbedömd. Då sagan bara finns i pappersavskrift är stroferna mycket förvanskade. Finnur Jónsson menade dock att de innehöll så ålderdomliga namnformer att de troligen kan dateras till 900-talet. Att Håvard faktiskt var skald bekräftas av Snorre Sturlasson som i Skáldskaparmál (2) citerar en av dennes helmingar; en strof som inte finns i sagan, men som skulle kunna härröra från ungdomsåren då Håvard låg i härnad. 
Håvard dog sannolikt något eller några år efter år 1000.